# Kelly Sibley
Kelly Michelle Sibley (* 21. Mai 1988 in Leamington Spa, Warwickshire) ist eine englische Tischtennisspielerin und -trainerin. Sie vertrat ihr Land bei den Olympischen Spielen 2012.                                                   

## Werdegang
Sibley begann im Alter von acht Jahren im Tischtennisclub Lillington Free Church mit dem Tischtennisspielen. Angeleitet wurde sie dabei von ihrer Mutter Lynn Bolitho, einer ehemaligen Tischtennisspielerin auf Bezirksebene. Im Jahr 2000 vertrat sie England bei den englischen Schulmeisterschaften.
Mit dreizehn Jahren wurde sie eingeladen, im nationalen Trainingszentrum in Nottingham zu leben und zu trainieren, wo sie von Alan Cooke trainiert wurde. Später wechselte sie zum English Institute of Sport in Sheffield. Sibley vertrat England zweimal bei den Commonwealth Games, allerdings ohne eine Medaille zu gewinnen. 
Einmal trat sie in Melbourne, Australien (2006) an und ein weiteres Mal in Neu-Delhi, Indien (2010), wo sie im Mannschaftswettbewerb den vierten Platz belegte. 2014 gewann sie ihre erste Medaille bei den Commonwealth Games, als sie im gemischten Doppel an der Seite von Danny Reed Bronze holte.
Bei den Europameisterschaften 2011 bestritt Sibley zehn Länderspiele in Folge und führte das englische Frauenteam in die höchste Spielklasse. Kürzungen der finanziellen Mittel gefährdeten ihre Teilnahme an den Olympischen Spielen 2012 in London, aber am 30. Mai 2012 wurde bekannt gegeben, dass Sibley an den Spielen teilnehmen würde. Dort schied sie im Mannschaftswettbewerb in der ersten Runde aus.
Sibley gewann nationale Titel im Einzel auf Kadetten-, Junioren-, U21- und Seniorenebene, im Mädchendoppel auf U12-, Kadetten- und Juniorenebene, im Damendoppel auf Seniorenebene und im gemischten Doppel auf Junioren- und Seniorenebene.
2008, 2011, 2012, 2013 und 2015 gewann sie die nationale Meisterschaft im Dameneinzel, dazu kommen sechs Titelgewinne im Doppel mit Joanna Parker. Im Juni 2015 gehörte sie zum Team England, das an den ersten Europaspielen teilnahm. Bei den Commonwealth Games 2018 gewann Sibley eine Bronzemedaille im Mannschaftswettbewerb, nachdem sie Australien im Play-off-Spiel besiegt hatte.
In der Saison 2010/11 spielte sie mit dem Verein DJK TuS Essen-Holsterhausen in der deutschen Bundesliga.
Kurz nach den Spielen gab sie ihren Rücktritt vom Sport bekannt, um sich auf ihre Arbeit als Cheftrainerin an der Universität Nottingham zu konzentrieren. Als Spielerin wurde sie von den lokalen Unternehmen Wright Hassell, Building and Plumbing Supplies und 2011 von der Sportwetten-Website OLBG.com gesponsert.

## Turnierergebnisse
| Verband | Veranstaltung         | Jahr | Ort           | Land | Einzel     | Doppel    | Mixed      | Team          |
| ------- | --------------------- | ---- | ------------- | ---- | ---------- | --------- | ---------- | ------------- |
| ENG     | Europameisterschaft   | 2019 | Nantes        | FRA  |            |           |            | 17            |
| ENG     | Europameisterschaft   | 2016 | Budapest      | HUN  | letzte 64  | letzte 32 | letzte 32  |               |
| ENG     | Europameisterschaft   | 2015 | Jekaterinburg | RUS  |            |           |            | 22            |
| ENG     | Europameisterschaft   | 2014 | Lissabon      | POR  |            |           |            | 21            |
| ENG     | Europameisterschaft   | 2013 | Schwechat     | AUT  | letzte 64  |           |            | 16            |
| ENG     | Europameisterschaft   | 2012 | Herning       | DEN  | letzte 64  |           |            |               |
| ENG     | Europameisterschaft   | 2011 | Danzig        | POL  | letzte 32  |           |            | 17            |
| ENG     | Europaspiele          | 2015 | Baku          | AZE  | letzte 64  |           |            |               |
| ENG     | Olympische Spiele     | 2012 | London        | ENG  |            |           |            | 9.–16. Platz  |
| ENG     | Commonwealth Games    | 2018 | Gold Coast    | ENG  |            |           |            | Halbfinale    |
| ENG     | Commonwealth Games    | 2014 | Glasgow       | SCO  | letzte 16  |           | Halbfinale | Viertelfinale |
| ENG     | Challenge Series      | 2018 | Spała         | POL  | letzte 64  | letzte 32 |            |               |
| ENG     | Challenge Series      | 2017 | Warschau      | POL  | letzte 64  | letzte 16 |            |               |
| ENG     | World Tour            | 2018 | Budapest      | HUN  | Qual.      |           |            |               |
| ENG     | World Tour            | 2013 | Wels          | AUT  | Qual.      | letzte 32 |            |               |
| ENG     | Pro Tour Grand Finals | 2011 | London        | ENG  |            | letzte 32 |            |               |
| ENG     | Weltmeisterschaft     | 2016 | Kuala Lumpur  | MAS  |            |           |            | 33            |
| ENG     | Weltmeisterschaft     | 2014 | Tokio         | JPN  |            |           |            | 29            |
| ENG     | Weltmeisterschaft     | 2013 | Paris         | FRA  | letzte 128 | letzte 64 | letzte 64  |               |
| ENG     | Weltmeisterschaft     | 2012 | Dortmund      | GER  |            |           |            | 37            |
| ENG     | Weltmeisterschaft     | 2011 | Rotterdam     | NED  | letzte 128 | letzte 64 | letzte 64  |               |
| ENG     | World Team Cup        | 2018 | London        | ENG  |            |           |            | 9             |

## Privat
Sibley heiratete ihre Freundin Laura im April 2017. Sie lernten sich kurz nach den Olympischen Sommerspielen 2012 kennen, als Laura in einer Bar arbeitete.